# Верхний Ададым
Верхний Ададым — село в Назаровском районе Красноярского края России. Входит в состав Верхнеададымского сельсовета.

## История и География
Село основано в 1895 году. Расположено в 33 км к юго-западу от районного центра Назарово.

## Население
| 2010 |
| ---- |
| 340  |

Гендерный состав
По данным Всероссийской переписи населения 2010 года 155 мужчин и 185 женщин из 340 чел.